# Відлуння далекого вибуху
«Відлуння далекого вибуху» (рос. «Эхо дальнего взрыва») — радянський художній фільм 1983 року, знятий на кіностудії «Ленфільм».

## Сюжет
В результаті безлічі незначних недоглядів проектувальників лінії газопроводу в маленькому селищі Тимохіно сталася надзвичайна подія: будівельники, прокладаючи в землі кабель, пропороли ковшем екскаватора труби не позначеного в кресленнях газопроводу високого тиску. В результаті стався вибух, загинули люди. Ніхто з восьми проектувальників не вважав себе винним…

## У ролях
- Кирило Лавров — Дмитро Павлович Кошелєв
- Андрій Толубєєв — Олексій Миколайович Антипін
- Любов Віролайнен — Віра Василівна Савич
- Юрій Демич — Сергій Олександрович Савич
- Вацлав Дворжецький — Михайло Михайлович Ларушкін
- Іван Краско — Володимир Вікторович Возніцин
- Олександр Дем'яненко — Альберт Валдайцев
- Олександр Михайличенко — Борис Рітов
- Галина Нікуліна — Галина Круглова
- Ернст Романов — Рудольф Круглов
- Лариса Леонова — Тетяна Яківна Прокопук
- Олена Антонова — Люда
- Ігор Окрєпілов — епізод
- Олена Ставрогіна — епізод
- Євген Тілічєєв — епізод
- Надія Шумілова — епізод

## Знімальна група
- Режисер — Валентин Морозов
- Сценарист — Олександр Кургатніков
- Оператор — Володимир Ільїн
- Композитор — Олександр Мнацаканян
- Художник — Марксен Гаухман-Свердлов